# Estadi Internacional Godswill Akpabio
L'Estadi Internacional Godswill Akpabio (anteriorment Estadi Internacional Akwa Ibom) és un estadi esportiu de la ciutat d'Uyo, a Nigèria.
Fou construït entre 2012 i 2014, i el seu cost fou de $96 milions. Té una capacitat per a 30.000 espectadors. Va ser inaugurat el 7 de novembre de 2014 i el 29 de maig de 2015 se li canvià el nom a l'actual. El nom Godswill Akpabio fa referència a un ex governador de l'estat d'Akwa Ibom. Hi disputa els seus partits la selecció nigeriana de futbol i del club Akwa United. Té una pista d'atletisme de sis carrils.